# 19539 Anaverdu
19539 Anaverdu este un asteroid din centura principală de asteroizi.

## Descriere
19539 Anaverdu este un asteroid din centura principală de asteroizi. A fost descoperit pe 14 mai 1999 la Ametlla de Mar de Jaume Nomen Torres. Asteroidul prezintă o orbită caracterizată de o semiaxă mare de 2,33 ua, o excentricitate de 0,18 și o înclinație de 6,9° în raport cu ecliptica.